# Essex (Vermont)
Pour les articles homonymes, voir Essex (homonymie).
Essex est une ville du comté de Chittenden, dans l'État du Vermont, aux États-Unis. La ville fut incorporée le 15 novembre 1892. Essex est la deuxième ville en nombre d’habitants après Burlington. Sa population s’élevait à 19 587 habitants lors du recensement de 2010, estimée à 21 519 habitants en 2017. 
Amtrak, le système de train passager, fournit un service quotidien à Essex Junction, pour la ville de Burlington.  Amtrak opère le Vermonter de Saint Albans à Washington, D.C..
Essex Junction est le bureau chef d'IBM pour le dessin et la recherche à Burlington.  IBM est le plus gros employeur de l'État du Vermont, avec 6 500 employés.

## Démographie
| Groupe            | Essex | Vermont | États-Unis |
| ----------------- | ----- | ------- | ---------- |
| Blancs            | 92,8  | 95,3    | 72,4       |
| Asiatiques        | 3,2   | 1,3     | 4,8        |
| Métis             | 1,8   | 1,7     | 2,9        |
| Afro-Américains   | 1,5   | 1,0     | 12,6       |
| Autres            | 0,4   | 0,4     | 6,2        |
| Amérindiens       | 0,3   | 0,4     | 0,9        |
| Total             | 100   | 100     | 100        |
|                   |       |         |            |
| Latino-Américains | 2,0   | 1,5     | 17,37      |

Selon l'American Community Survey, pour la période 2011-2015, 90,05 % de la population âgée de plus de 5 ans déclare parler l'anglais à la maison, 2,41 % le français, 1,43 % l'espagnol, 0,85 % le vietnamien, 0,74 % le serbo-croate, 0,56 % le russe, 0,54 % l'arabe, 0,53 % l'allemand et 2,88 % une autre langue.